# Luis Zahera
José Luis Castro Zahera, més conegut com a Luis Zahera, (Santiago de Compostel·la, la Corunya, 23 de maig de 1966) és un actor espanyol. Guanyador d'un Goya en 2019, per la seva interpretació a El reino.

## Biografia
Luis Zahera va saltar a la fama a Galícia pel seu paper de Petróleo en la reeixida sèrie de la TVG, Mareas vivas. Al marge d'això, ha participat en moltes altres sèries i pel·lícules, a més de nombroses obres de teatre i curts.
Encara que la seva carrera s'ha desenvolupat principalment a Galícia, en els últims anys ha fet el salt a la ficció a Espanya, amb petites col·laboracions en sèries com
Hospital Central o El comisario. Més recentment va participar en Motivos personales i aconseguí un paper fix a A tortas con la vida, sèrie dels creadors d'Aquí no hay quien viva que no va poder repetir l'èxit d'aquesta.
Al cinema destaquen treballs com O lapis do carpinteiro, basada en la novel·la de Manuel Rivas, El año de la garrapata i, més recentment, Alatriste, Celda 211 y Mientras dure la guerra.

## Televisió

### Sèries

#### Papers fixos
- Mareas vivas (1998-2003). TVG. TVG. Com Petróleo
- A tortas con la vida (2005-2006). Antena 3. Com Cipri
- Sin tetas no hay paraíso (2008-2009). Telecinco. Com Ramón Vega "El Pertur"
- La familia Mata (2008-2009). Antena 3. Com Rafa
- La isla de los nominados (2010). Cuatro. Com Esteban Sarmiento
- Piratas: El tesoro perdido de Yáñez el Sanguinario (2011). Telecinco. Com Puñales.
- Matalobos (2012). TVG. Com Aníbal
- Cuéntame un cuento: Los tres cerditos (2014). Antena 3. Com Ramiro
- Buscando el norte (2016). Antena 3. Com Roberto Llamazares.
- La zona (2017). #0. Como Lucio Braña Izquierdo
- Vivir sin permiso (2018-present). Telecinco. Com Antonio Yáñez Ferreiro "Ferro"
- La unidad (2020). Movistar+. Com Sergio
- Entrevías (2022). Telecinco. Com Ezequiel

#### Personatges episòdics
- Pratos combinados (1995). TVG.
- La casa de los líos (1997)
- El comisario (2000). Telecinco.
- Hospital Central (2004 i 2007). (2 episodis) Telecinco. Com Santiago
- Círculo rojo (2007). (3 episodis) Antena 3. Com Tamayo
- Cuéntame cómo pasó (3 episodis) La 1. Com Cabo 1º Peña.
- Víctor Ros (1 episodi) La 1. Com Ángel Sarabia
- Con el culo al aire (1 episodi) Antena 3. Com El Kiri.
- Chiringuito de Pepe (2016) (1 episodi) Telecinco. Com Teniente José Colman

### Programes
- La familia Mudanza (1993). TVG.
- Luar (1997-1999; 2003-2008). TVG.

## Cinema

### Llargmetratges
- Divinas palabras (1987), de José Luis García Sánchez.
- Sé quién eres (2000), de Patricia Ferreira. Com Empleat de gasolinera.
- Lena (2001), de Gonzalo Tapia. Com Antonio.
- Juego de luna (2001), de Mónica Laguna. Com Doctor.
- Autopsia (2002), de Milagros Bará.
- Los lunes al sol (2002), de Fernando León de Aranoa. Com Administratiu Drassana.
- Ilegal (2003), d'Ignacio Vilar. Com Contramestre.
- El lápiz del carpintero (2003), d'Antón Reixa. Com Acuña.
- El año de la garrapata (2004), de Jorge Coira. Com Senyor Nieto.
- Diario de un skin (2005), de Jacobo Rispa. Com Rafi.
- Locos por el sexo (2006), de Javier Rebollo. Com Armando Guerra.
- El don de la duda (2006), d'Alber Ponte. Com Zahera.
- Alatriste (2006), d'Agustín Díaz Yanes. Com Pereira.
- Hotel Tívoli (2007), d'Antón Reixa. Com Afranio.
- Concursante (2007), de Rodrigo Cortés. Com Pizarro.
- Gutbai, Charly (2007), de Jorge Cassinello. Com Xaquín.
- Los años desnudos (2008), de Dunia Ayaso i Félix Sabroso. Com Ángel.
- Celda 211 (2009), de Daniel Monzón. Com Releches.
- Spanish Movie (2009), de Javier Ruiz Caldera. Com Antonio.
- Agnosia (2010), de Eugenio Mira. Com Mariano.
- Onde está a felicidade? (2010), de Carlos Alberto Riccelli.
- La herencia Valdemar II: La sombra prohibida (2010), de José Luis Alemán. Com Lovecraft
- Sinbad (2011), d'Antón Dobao.
- 23-F: la película (2011), de Chema de la Peña. Com Jesús Muñecas Aguilar
- Lobos de Arga (2011), de Juan Martínez Moreno. Com Sergent Guardia Civil.
- Combustión (2013), de Daniel Calparsoro. Com Detective.
- La playa de los ahogados (2015) de Gerardo Herrero. Com Arias.
- El desconocido (2015), de Dani de la Torre. Com conductor.
- A cambio de nada (2015) de Daniel Guzmán. Com Guardia Civil.
- Que Dios nos perdone (2016), de Rodrigo Sorogoyen. Com Alonso.
- El reino (2018), de Rodrigo Sorogoyen.
- Mientras dure la guerra (2019), de Alejandro Amenábar.
- El silencio del pantano  (2019), de Marc Vigil. Com Taxista.
- As bestas (2022) de Rodrigo Sorogoyen. Com Xan.

### Curtmetratges
- O matachín (1996), de Jorge Coira. Com Tuto.
- O tesouro (1997), de Xaime Fandiño. Com Odín de Diclona.
- Grande de Cuba (1997), de Beatriz del Monte.
- Una extraña mirada (1997), de José Manuel Quiroga.
- Aínda máis difícil (1998), de Ángel de la Cruz.
- Décimo Aniversario (1998), de Álber Ponte.
- Si lo sé no vengo (a mi propio entierro) (1999), de Manolo Gómez. Com Tomás.
- Disonancias (1999), de Ignacio Vilar.
- El ater susurra (1999) de Rafael Calvo.
- Una luz encendida (2000), d'Alber Ponte. Com Diego.
- El váter susurra (2000), de Rafael Calvo. Com Páter Panchali.
- Galáctea: A conquista da via láctea (2001), de Cora Peña. Com Muíñas.
- Soldado sen fortuna (2002), de Roque Cameselle. Com Taxista.
- El barbero ciego (2003), d'Alber Ponte. Com Bruno.
- 1939, un berro no silencio (2004), de Alicia Conchas.
- Rosita y Jacinto (2006), d'Alber Ponte.
- As Farolas (2007), d'Abelardo Rendo
- Marina (2010), d'Álex Montoya.
- El premio, de León Siminiani.
- Malas hierbas (2012), de Daniel Tornero.

## Teatre
- Días sen gloria (1991), de Roberto Vidal Bolaño. Amb la companyia Teatro do Aquí.
- Xogos á hora da sesta (1991), de Cándido Pazó. Amb la companyia Teatro do Malbarate.
- Saxo Tenor (1992), de Roberto Vidal Bolaño. Amb la companyia Teatro do Aquí.
- O Ruisenhol da Bretaña (1993), de Quico Cadaval. Amb la companyia O Moucho Clerc.
- Hostia de Cotarelo Valledor (1995). Amb el Centro Dramático Galego.
- Nin me abandonarás nunca (1995), de Posada Curros. Amb el Centro Dramático Galego.
- Nao de amores (1996), de Gil Vicente. Amb el Centro Dramático Galego.
- Estación Mahagony (2000), de Bertolt Brecht. Amb la companyia Teatro do Noroeste.
- A cacatúa verde (2001), d'Arthur Schnitzler. Amb el Centro Dramático Galego.
- Tito Andrónico (2009), de Shakespeare. Amb la companyia de Teatre Animalario.

## Premis
Premis Goya
| Any  | Categoria                   | Pel·lícula | Resultat  |
| ---- | --------------------------- | ---------- | --------- |
| 2019 | Millor actor de repartiment | El reino   | Guanyador |
| 2023 | Millor actor de repartiment | As bestas  | Guanyador |

Medalles del Cercle d'Escriptors Cinematogràfics
| Any  | Categoria              | Pel·lícula | Resultat  |
| ---- | ---------------------- | ---------- | --------- |
| 2018 | Millor actor secundari | El reino   | Guanyador |

Premi Mestre Mateo
| Any  | Categoria                   | Pel·lícula             | Resultat  |
| ---- | --------------------------- | ---------------------- | --------- |
| 2004 | Millor actor de repartiment | El año de la garrapata | Guanyador |
| 2007 | Millor actor de repartiment | Concursante            | Guanyador |
| 2009 | Millor actor de repartiment | Celda 211              | Guanyador |
| 2012 | Millor actor de repartiment | Todo es silencio       | Guanyador |

Unión de Actores
| Any  | Categoria                             | Pel·lícula | Resultat |
| ---- | ------------------------------------- | ---------- | -------- |
| 2009 | Millor actor de repartiment de cinema | Celda 211  | Nominat  |

Premis EñE de la TV
| Any  | Categoria                                     | Sèrie                    | Resultat  |
| ---- | --------------------------------------------- | ------------------------ | --------- |
| 2008 | Millor interpretació masculina de repartiment | Sin tetas no hay paraíso | Guanyador |

Festival de Cans
| Any  | Categoria                        | Pel·lícula                | Resultat  |
| ---- | -------------------------------- | ------------------------- | --------- |
| 2008 | Premio do xurado ao mellor actor | Rosita y Jacinto          | Guanyador |
| 2012 | Premio do xurado ao mellor actor | Conversa coa muller morta | Guanyador |

Festival Internacional de Cinema de Mar del Plata
| Any  | Categoria                      | Pel·lícula                  | Resultat |
| ---- | ------------------------------ | --------------------------- | -------- |
| 2008 | Astor de Plata al Millor Actor | La noche que dejó de llover | Candidat |

Festival de Cinema d'Alcalá de Henares
| Any  | Categoria             | Pel·lícula        | Resultat  |
| ---- | --------------------- | ----------------- | --------- |
| 1999 | Premio al Mejor Actor | Una luz encendida | Guanyador |

Festival de Cinema de l'Alfàs del Pi
| Any  | Categoria             | Pel·lícula        | Resultat  |
| ---- | --------------------- | ----------------- | --------- |
| 1999 | Premio al Mejor Actor | Una luz encendida | Guanyador |

Festival Internacional de Cinema Bajo la Luna Islantilla Cinefórum
| Any  | Categoria                               | Pel·lícula | Resultat  |
| ---- | --------------------------------------- | ---------- | --------- |
| 2010 | Premi Luna de Islantilla al mejor actor | Marina     | Guanyador |

Festival Internacional de Curtmetratge de Vila-real "Cineculpable"
| Año  | Categoria    | Pel·lícula                  | Resultat  |
| ---- | ------------ | --------------------------- | --------- |
| 2012 | Millor actor | Conversa cunha muller morta | Guanyador |

Festival Ibèric de Cine de Badajoz
| Año  | Categoria                                        | Pel·lícula | Resultat  |
| ---- | ------------------------------------------------ | ---------- | --------- |
| 2011 | Premi ONOFRE a la Millor interpretació masculina | El premio  | Guanyador |

Mostra de Curtas "Vila de Noia"
| Año  | Categoria    | Pel·lícula                  | Resultat  |
| ---- | ------------ | --------------------------- | --------- |
| 2002 | Millor actor | El barbero ciego            | Guanyador |
| 2012 | Millor actor | Conversa cunha muller morta | Guanyador |